# Аманд (Страсбургский)
Аманд (лат. der Liebenswürdige, нем.Amandus von Straßburg, фр. Amand de Strasbourg; около 290 – около 355, Страсбург, Священная Римская империя) – римско-католический святой, первый епископ Архиепархии Страсбурга (344—346/359), участник Сардикийского собора (ныне София) 343/344) и Синода в Кёльне (346).
Почитание Святого Аманда восходят к X веку, его мощи находятся  в старой церкви Св. Петра в Страсбурге.
В 1970 году в Страсбурге была построена новая церковь в честь первого епископа (на месте старой церкви) ( Église Saint-Amand de Strasbourg).
Память св. Аманда в католической церкви празднуется 26 октября.